# (38113) 1999 JB30
1999 JB30 (asteroide 38113) é um asteroide da cintura principal. Possui uma excentricidade de 0.14476210 e uma inclinação de 6.21834º.
Este asteroide foi descoberto no dia 10 de maio de 1999 por LINEAR em Socorro.